# Granotto
Granotto war eine Masseneinheit auf Sardinien.
- 1 Granotto = 4,44 Milligramm
- 12 Granotto = 24 Granottini = 1 Grano (Parma: 1 G.= 0,053 Gramm)
- 268 Granotti = 1 Denan/Denar
- 864 Granotti = 1 Ottavi = 72 Grani
- 6912 Granotti = 1 Oncia = 576 Grani
- 55.296 Granotti = 1 Marco/Marca = 4608 Grani